# Best Buy
Best Buy Co., Inc. là một nhà bán lẻ điện tử tiêu dùng đa quốc gia của Mỹ có trụ sở tại Richfield, Minnesota. Ban đầu nó được Richard M. Schulze và James Wheeler thành lập vào năm 1966 hoạt động như một cửa hàng chuyên về âm thanh có tên Sound of Music. Năm 1983, nó được đổi tên thành tên hiện tại với trọng tâm là điện tử tiêu dùng.
Best Buy kinh doanh quy mô quốc tế tại Canada và Mexico, và trước đây hoạt động tại Trung Quốc cho đến tháng 2 năm 2011 (khi mảng này được sáp nhập vào Five Star) và ở Mexico cho đến tháng 12 năm 2020 (do ảnh hưởng của đại dịch COVID-19). Công ty cũng hoạt động ở châu Âu cho đến năm 2012. Các công ty con của nó bao gồm Geek Squad, Magnolia Audio Video và Pacific Sales. Best Buy cũng vận hành các thương hiệu Best Buy Mobile và Insignia ở Bắc Mỹ, cộng với Five Star ở Trung Quốc. Best Buy bán điện thoại di động từ Verizon Wireless, AT&T Mobility, Sprint Corporation  tại Hoa Kỳ. Tại Canada, các nhà mạng bao gồm Bell Mobility, Rogers Wireless, Telus Mobility, các thương hiệu sản phẩm tốt nhất của họ và các nhà mạng nhỏ hơn cạnh tranh, chẳng hạn như SaskTel.
Best Buy được tạp chí Forbes bình chọn là "Công ty của năm" năm 2004, "Nhà bán lẻ đặc biệt của thập kỷ" theo Discount Store News năm 2001, được xếp hạng trong Top 10 "Tập đoàn hào phóng nhất nước Mỹ" của Forbes vào năm 2005 (dựa trên từ thiện năm 2004), đã đưa ra danh sách "Các công ty được ngưỡng mộ nhất" của tạp chí Fortune năm 2006, và "Công ty bền vững nhất ở Hoa Kỳ" của Barron năm 2019. Hubert Joly trước đây từng là chủ tịch và CEO của Best Buy, kế nhiệm là Corie Barry vào tháng 6 năm 2019. Theo Yahoo! Finance, Best Buy là nhà bán lẻ lớn nhất trong ngành bán lẻ điện tử tiêu dùng Hoa Kỳ. Công ty xếp thứ 72 trong danh sách Fortune 500 năm 2018 của các tập đoàn lớn nhất Hoa Kỳ theo tổng doanh thu.

## Lịch sử

### Thập niên 2010
Vào tháng 4 năm 2013, Best Buy đã rời khỏi thị trường điện tử tiêu dùng châu Âu khi bán lại 50% cổ phần của mình trong The Carphone Warehouse cho nhà bán lẻ điện thoại di động có trụ sở tại Anh. Vụ mua bán trị giá khoảng 775 triệu đô la Mỹ.

### Thập niên 2020
Trong thời gian ngừng hoạt động và tần suất làm việc tại nhà tăng lên do đại dịch COVID-19 gây ra, Best Buy thông báo doanh số bán hàng trực tuyến tại Mỹ của họ (mua máy tính, máy in, máy tính bảng, công cụ thể dục công nghệ cao và các thiết bị khác) trong quý 2 năm 2020 đã tăng gấp ba lần. Bất chấp những khoản lợi nhuận đã tuyên bố này, Best Buy đã sa thải hơn 5.000 nhân viên vào đầu năm 2021, cùng với việc buộc nhiều người khác vào các vị trí bán thời gian

## Việc kinh doanh của công ty

### Hoạt động kinh doanh
Best Buy bán thiết bị tiêu dùng điện tử và nhiều loại hàng hóa liên quan, bao gồm phần mềm, trò chơi điện tử, âm nhạc, điện thoại di động, máy ảnh kỹ thuật số, dàn âm thanh nổi trên xe hơi và máy quay video, ngoài các thiết bị gia dụng (máy giặt, máy sấy và tủ lạnh), trong một môi trường bán hàng không ủy quyền. Dưới thương hiệu Geek Squad, Best Buy cung cấp các gói dịch vụ sửa chữa máy tính, bảo hành và gói bảo hiểm tai nạn. Best Buy cung cấp diễn đàn cộng đồng trực tuyến cho các thành viên, nơi người tiêu dùng có thể thảo luận về trải nghiệm sản phẩm, đặt câu hỏi và nhận câu trả lời từ các thành viên khác hoặc chuyên gia bán lẻ sản phẩm.

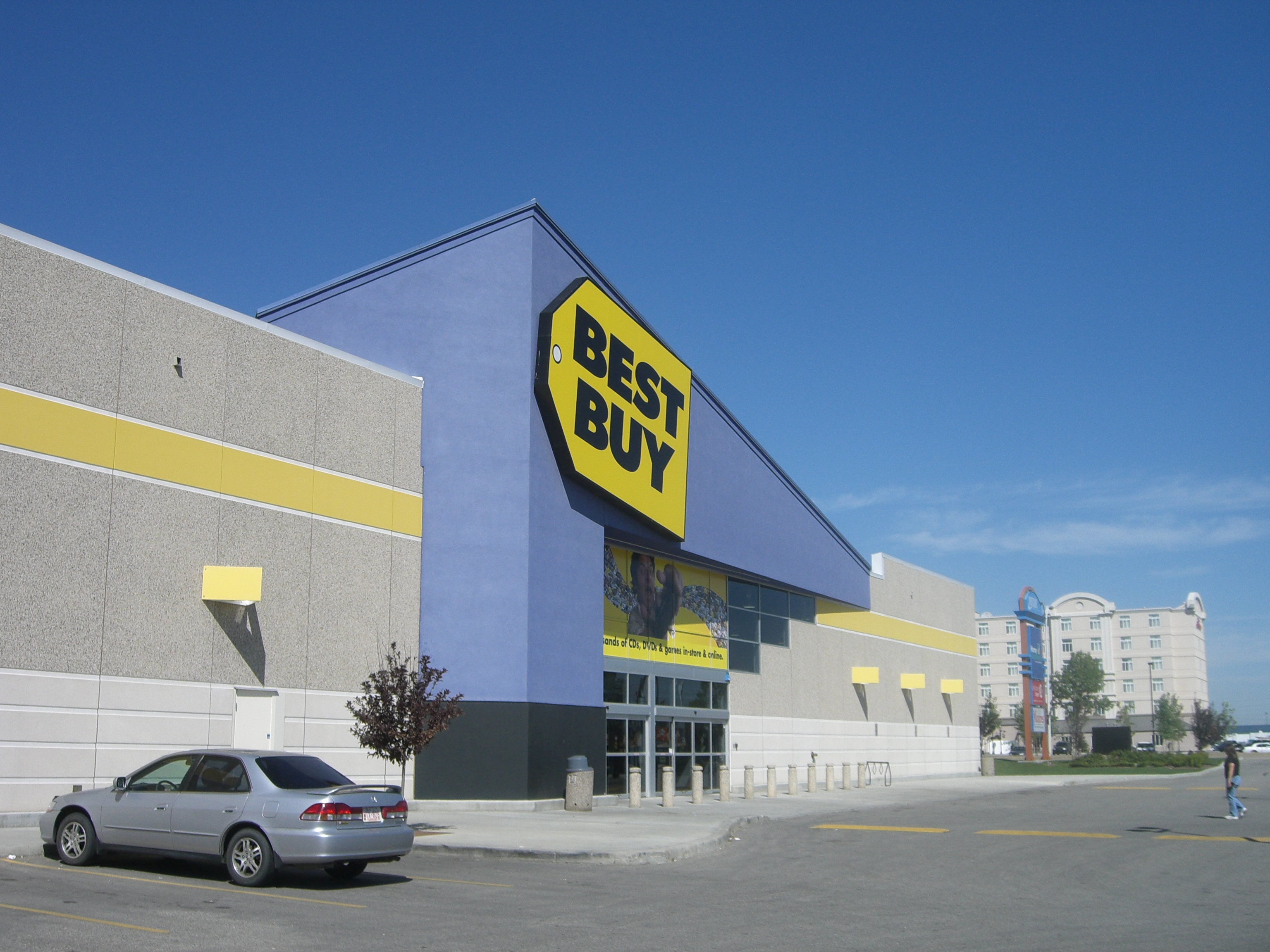
Cửa hàng Best Buy ở Edmonton, Alberta, Canada

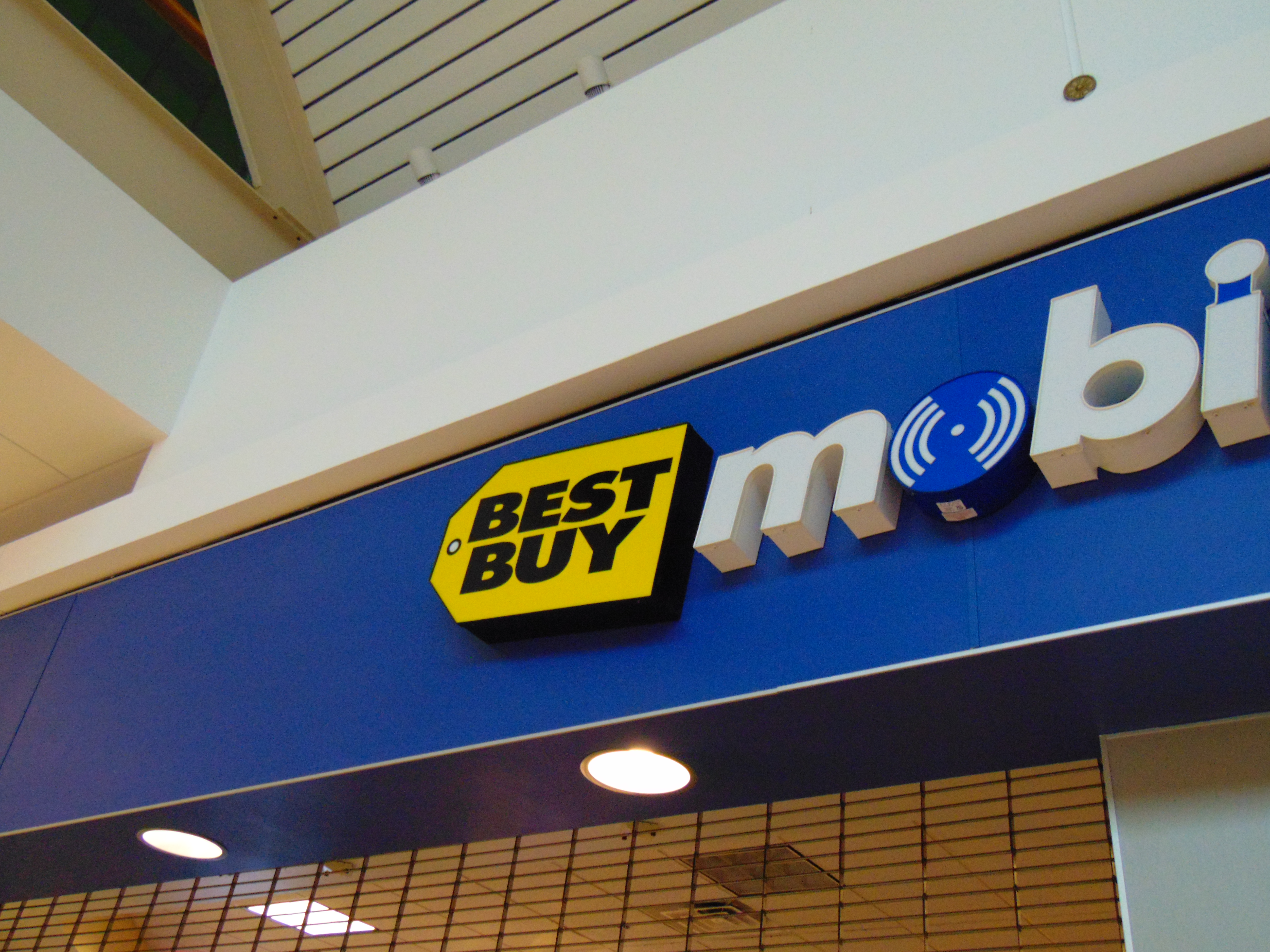
Best Buy Mobile trước đây ở Brass Mill Center, Waterbury, Connecticut

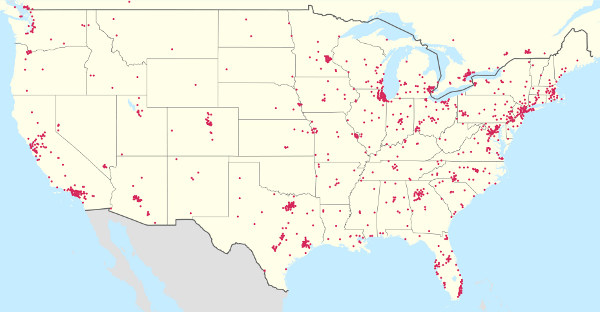
Bản đồ cửa hàng Best Buy ở Continental U.S và Southern Canada, tháng 8 năm 2011

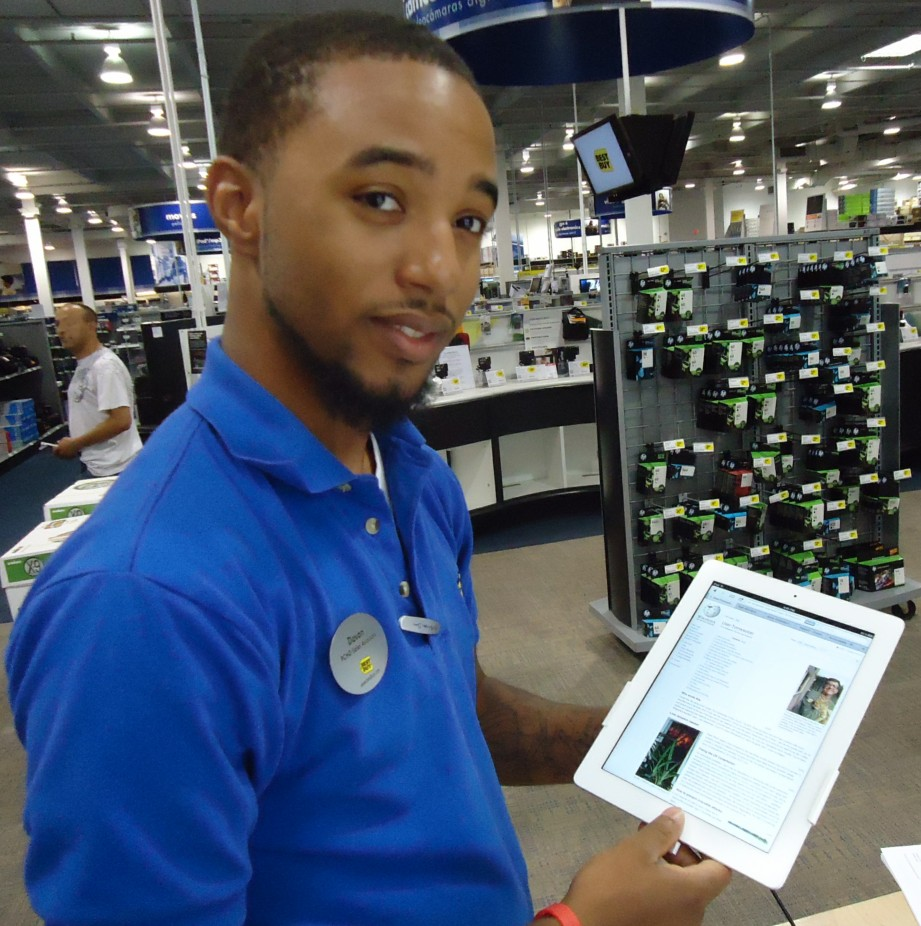
Người bán hàng đang mô tả chức năng Apple iPad 2 (Tháng 6 năm 2011)

Mặt ngoài tòa nhà của các cửa hàng mang thương hiệu Best Buy thường có màu nâu nhạt, với lối vào được thiết kế trông giống như một chiếc hộp màu xanh nổi lên giữa cấu trúc. Các nhân viên của công ty hoạt động dưới một môi trường làm việc chỉ có kết quả từ năm 2005 đến tháng 3 năm 2013, khi Hubert Joly, Giám đốc điều hành Best Buy bỏ phong cách quản lý cũ.
Tính đến ngày 29 tháng 10 năm 2016, Best Buy đã vận hành 1.026 cửa hàng Best Buy, 331 cửa hàng độc lập của Best Buy Mobile và 28 cửa hàng Pacific Sales độc lập tại Hoa Kỳ. Best Buy cũng hoạt động: 135 cửa hàng Best Buy và 53 cửa hàng độc lập Best Buy Mobile ở Canada; và 18 cửa hàng Best Buy và 5 cửa hàng Best Buy Express ở Mexico. Best Buy đã rời khỏi thị trường Châu Âu vào tháng 4 năm 2013.

### Nhãn hàng riêng
Best Buy cũng sản xuất các sản phẩm dưới tám thương hiệu nội bộ:
- Dynex – Bán thiết bị điện tử và máy tính giảm giá như đầu đĩa Blu-ray, dữ liệu và cáp nguồn, HDTV, đồ dùng văn phòng, phương tiện lưu trữ và webcam
- Init – Các sản phẩm lưu trữ như bộ lưu trữ đa phương tiện, túi đựng thiết bị, túi đựng đồ và đồ nội thất cho rạp hát tại nhà
- Insignia – Thiết bị điện tử, đồ gia dụng nhỏ và phụ kiện bao gồm bộ điều hợp, cáp, HDTV, tủ lạnh mini và máy tính bảng
- Magnolia Design Center (tại một số cửa hàng Best Buy chọn lọc) – Thiết kế và lắp đặt rạp hát tại nhà tùy chỉnh
- Magnolia Home Theater (tại một số cửa hàng Best Buy chọn lọc) – Các tùy chọn rạp hát tại nhà cao cấp cho cả thiết bị âm thanh và hình ảnh, bao gồm 4K, 3D và TV lớn, máy chiếu, bộ thu và loa
- Modal – phụ kiện di động theo định hướng phong cách, bao gồm loa Bluetooth, cáp và vỏ
- Pacific Sales (tại một số cửa hàng Best Buy chọn lọc) – Đồ gia dụng cao cấp
- Platinum – Thương hiệu nội bộ chất lượng cao của công ty, sản xuất nhiều sản phẩm, chẳng hạn như dây cáp, phụ kiện điện thoại di động, phụ kiện máy tính bảng và thiết bị hình ảnh kỹ thuật số
- RocketFish – Cáp chủ yếu được sử dụng với cài đặt và thiết lập rạp hát gia đình, cũng như trên máy tính và phụ kiện chơi game
- RocketFish Mobile – Vỏ điện thoại, vỏ gel, kẹp và bộ sạc cho điện thoại di động, GPS và các sản phẩm cao cấp độc quyền khác